# Ахмет Аїк
Ахмет Аїк (тур. Ahmet Ayık; нар. 31 березня 1938, Ескікей, провінція Сівас) — турецький борець вільного стилю, дворазовий чемпіон та срібний призер чемпіонатів світу, дворазовий чемпіон та срібний призер чемпіонатів Європи, чемпіон та срібний призер Олімпійських ігор. У 2005 році введений до Всесвітньої Зали слави Міжнародної федерації об'єднаних стилів боротьби.

## Життєпис
Почав займатися народною боротьбою каракучак в рідному селищі, брав участь у змаганнях на весіллях і ярмарках. У віці 12 років переїхав до Стамбула, де продовжив тренуватися. У 1956 році повернувся до Сівасу і продовжив займатися боротьбою каракучак. Став чемпіоном Сівасу. У грудні 1958 року його призвали до армії. Під час служби виграв чемпіонат збройних сил. У 1960 році, ще в армії, почав виступи за національну збірну. Після завершення служби поїхав додому на відпочинок. Батько не дозволив Ахмету повернутися назад і йому довелося на півтора року залишити боротьбу. В цей час займався сільським господарством, брав участь у змаганнях з боротьби каракучак. Працював на авіаційному заводі в Кайсері. Потім продовжив займатися боротьбою у Стамбулі. Став чемпіоном Туреччини. Завершив активні виступи на борцівському килимі в 1970 році. 
У 1978 році був президентом Федерації боротьби Туреччини. Пішов у відставку за власним бажанням.

## Спортивні результати на міжнародних змаганнях

### Виступи на Олімпіадах
| Змагання                    | Збірна    | Вагова категорія          | Місце  |
| --------------------------- | --------- | ------------------------- | ------ |
| Літні Олімпійські ігри 1964 | Туреччина | вільна боротьба, до 97 кг | Срібло |
| Літні Олімпійські ігри 1968 | Туреччина | вільна боротьба, до 97 кг | Золото |

### Виступи на Чемпіонатах світу
| Змагання                        | Збірна    | Вагова категорія          | Місце  |
| ------------------------------- | --------- | ------------------------- | ------ |
| Чемпіонат світу з боротьби 1963 | Туреччина | вільна боротьба, до 87 кг | 5      |
| Чемпіонат світу з боротьби 1965 | Туреччина | вільна боротьба, до 97 кг | Золото |
| Чемпіонат світу з боротьби 1966 | Туреччина | вільна боротьба, до 97 кг | Срібло |
| Чемпіонат світу з боротьби 1967 | Туреччина | вільна боротьба, до 97 кг | Золото |

### Виступи на Чемпіонатах Європи
| Змагання                         | Збірна    | Вагова категорія           | Місце  |
| -------------------------------- | --------- | -------------------------- | ------ |
| Чемпіонат Європи з боротьби 1966 | Туреччина | вільна боротьба, до 97 кг  | Срібло |
| Чемпіонат Європи з боротьби 1967 | Туреччина | вільна боротьба, до 97 кг  | Золото |
| Чемпіонат Європи з боротьби 1970 | Туреччина | вільна боротьба, до 100 кг | Золото |

### Виступи на інших змаганнях
| Змагання                    | Збірна    | Вагова категорія          | Місце  |
| --------------------------- | --------- | ------------------------- | ------ |
| Середземноморські ігри 1963 | Туреччина | вільна боротьба, до 97 кг | Золото |